# Szuzuki Norio
Szuzuki Norio (Csiba, 1984. február 14. –) japán válogatott labdarúgó.

## Nemzeti válogatott
A japán U20-as válogatott tagjaként részt vett a 2003-as ifjúsági labdarúgó-világbajnokságon.